# SK Líšeň 2019
SK Líšeň 2019 is een Tsjechische voetbalclub uit Líšeň, Brno. De club is in 1924 opgericht en speelt in de Fortuna národní liga. In het seizoen 2018/19 wist SK Líšeň voor het eerst in haar geschiedenis kampioen van de MSFL te worden en promotie naar de Fortuna národní liga te bewerkstelligen.

## Naamsveranderingen
- 1924 - SK ČSS Líšeň (Sportovní klub Československý socialista Líšeň)
- 1936 - SK Líšeň (Sportovní klub Líšeň)
- 1948 - ZK Zbrojovka Líšeň (Závodní klub Zbrojovka Líšeň)
- 1949 - JTO Sokol Líšeň (Jednotná tělovýchovná organisace Sokol Líšeň)
- 1951 - ZSJ ZPS Líšeň (Závodní sokolská jednota Závody přesného strojírenství Líšeň)
- 1953 - DSO Spartak ZPS Líšeň (Dobrovolná sportovní organisace Spartak Závody přesného strojírenství Líšeň)
- 1957 - TJ Spartak Líšeň (Tělovýchovná jednota Spartak Líšeň)
- 1990 - SK Líšeň (Sportovní klub Líšeň)
- 2019 - SK Líšeň 2019 (Sportovní klub Líšeň 2019, a.s.)